# Giorgio Barberio Corsetti
Giorgio Barberio Corsetti, född 11 januari 1951 i Rom, är en italiensk teaterregissör.

## Biografi
Giorgio Barberio Corsetti utexaminerades från Accademia nazionale d'arte drammatica i Rom 1975. 1976 grundade han teatergruppen La Gaia Scienza som upplöstes 1984. Samma år bildade han istället Compagnia Giorgio Barberio Corsetti som gjorde ett av sina första framträdanden på Venedigbiennalen. 2001 bytte gruppen namn till Fattore K. Han är en av förgrundsgestalterna inom europeisk teater när det gäller att införliva multimedia och performance i levande teater. Från 1988 och tio år framåt arbetade han med att iscensätta Franz Kafkas romaner på olika teatrar i Europa; America i olika italienska städer 1992, Il Castello (Slottet) på Théâtre National de Bretagne 1995 och Il processo (Processen) i Palermo 1998. 1993-1995 samarbetade han med den franske regissören Stéphane Braunschweig om ett Faust-projekt som omfattade en dramatisering av Thomas Manns roman Doktor Faustus och en uppsättning av Johann Wolfgang von Goethes Faust, båda uppfördes i Dijon. 1995 deltog han i Avignonfestivalen för första gången i ett samarbetsprojekt med andra regissörer och 2014 återkom han med två uppsättningar av Heinrich von Kleist; Prins Friedrich von Homburg och Die Familie Schroffenstein. 1999-2002 arbetade han med den franska cirkusen Les Colporteur vilket bland annat resulterade i en iscensättning av Ovidius Le Metamorfosi (Metamorfoser). Under samma period var han konstnärlig ledare för Venedigbiennalens teatersektion. Förutom i Italien och Frankrike har han även regisserat i Portugal, Nederländerna, Singapore, Schweiz och Ryssland. Han har också regisserat opera, bland annat på Teatro alla Scala i Milano. Bland utmärkelser han tilldelats kan nämnas Premio Europa New Theatrical Realities 1994.